# دیتون میلر
 دیتون میلر (انگلیسی: Dayton Miller؛ زاده ۱۳ مارس ۱۸۶۶ درگذشته ۲۲ فوریهٔ ۱۹۴۱) یک فیزیک‌دان اهل ایالات متحده آمریکا در زمینه فیزیک‌دان اهل ایالات متحده آمریکا بود.